# Пагуошское движение учёных
Па́гуошское движе́ние учёных (англ. Pugwash Conferences on Science and World Affairs) — международная неправительственная научная организация в области проблем разоружения, контроля над вооружениями, ядерного нераспространения, международной безопасности и научного сотрудничества. Пагуошское движение зародилось в 1955 году, когда 11 всемирно известных учёных, в том числе А. Эйнштейн, Ф. Жолио-Кюри, Б. Рассел, М. Борн, П. У. Бриджмен, Л. Инфельд, Л. Полинг, Дж. Ротблат, выступили с манифестом, в котором призвали созвать конференцию против использования ядерной энергии в военных целях. Движение получило название от канадского местечка Пагуош (англ. Pugwash), где 7—10 июля 1957 г. при поддержке американского промышленника Сайруса Итона состоялась первая встреча учёных.

## Основные этапы развития
В 1987 году создано Международное студенческое и молодёжное Пагуошское движение.
С 2013 года действует объединение Пагуошских комитетов европейских стран «EuroPugwash», международные форумы которого проходят ежегодно в разных странах.
Для распространения идей участников Пагуошского движения выпускаются периодические издания: «Proceedings of the Pugwash Conferences on Science and World Affairs» (ежегодно с 1957), «Pugwash Newsletter» (ежеквартально с 1963), «Pugwash Occasional Papers» (ежеквартально с 2000), специальные монографии и доклады.
С 1957 г. по 1967 г. председателем Постоянного комитета Пагуошского движения учёных был Бертран Рассел.
В 1967 г. был учреждён пост президента Пагуошского движения учёных, который занимали:
- Дж. Кокрофт (Великобритания), 1967.
- Х. Флори (Великобритания), 1968.
- Ф. Перрен (Франция), 1968.
- М. Д. Миллионщиков (СССР), 1969.
- Е. Рабинович (США), 1970.
- Х. Альвен (Швеция), 1970—1975.
- Д. Ходжкин (Великобритания), 1976—1988.
- Дж. Ротблат (Великобритания), 1988—1997.
- М. Атья (Великобритания), 1997—2002.
- М. С. Сваминатан (Индия), 2002—2007.
- Дж. Дханапала (Шри-Ланка), 2007—2017.
- С. Дуарте (Бразилия), 2017—2024.

В 2024 году президентом избран Х. аль-Шахристани (Ирак).

## Пагуошские конференции

### Первая конференция
Первая Пагуошская конференция прошла 7—11 июля 1957 года при активной поддержке канадского общественного деятеля и миллиардера Сайруса Итона на его родине в Пагуоше (Новая Шотландия, Канада). На конференции присутствовали 22 учёных из 10 стран (семь из США: Герман Мёллер, Лео Силард, Пол Доти, Юджин Рабинович, Уолтер Селов, Виктор Вайскопф, Дэвид Чэверс; три из СССР: академик А. В. Топчиев, профессор А. М. Кузин, академик Д. В. Скобельцын; три из Японии: Синъитиро Томонага, Хидэки Юкава, Ивао Огава, два из Великобритании: Сесил Фрэнк Пауэлл, Джозеф Ротблат; два из Канады: Джордж Брок Чисхольм и Джон Фостер; по одному из Австралии (Марк Олифант), Австрии (Ханс Тирринг), Китая (Чжоу Пэйюань), Франции (Антуан Лакассань) и Польши (Мариан Даныш). В основном, это были физики-ядерщики.
В работе первой Пагуошской конференции также участвовали: владелец имения в Пагуоше Сайрус Итон со своей женой Энн Джонс, английский физик Эрик Буроп, помощник главного редактора «Бюллетеня учёных-атомщиков» Рут Адамс и помощник главного учёного секретаря Президиума АН СССР В. П. Павличенко.
Первая Пагуошская конференция была посвящена опасности, вызываемой использованием ядерного оружия, и возможности контроля за его распространением. На конференции был образован постоянный комитет Пагуошского движения с местопребыванием в Лондоне.
С 1957 года Пагуошские конференции проводились 1—2 раза в год. По решению Совета организации с 2007 г. Пагуошские конференции проводятся один раз в два года.
В промежутках между конференциями Пагуошским движением организуются тематические симпозиумы и семинары в различных странах мира.

### Организационная структура
Главой организации является президент, высшим исполнительным единоличным органом — генеральный секретарь.
Высшим коллегиальным органом управления по научным и научно-организационным вопросам является Совет Пагуошского движения учёных, из числа членов которого избирается Исполнительный комитет, ответственный за административно-бюджетные вопросы. Совет Пагуошского движения учёных может образовывать постоянные и временные коллегиальные органы по тем или иным вопросам (научным и административным) деятельности организации.
Выборы президента, генерального секретаря и членов Совета Пагуошского движения учёных происходят на так называемых «пятилетних» или генеральных Пагуошских конференциях по представлению действующего состава Совета, а также национальных Пагуошских групп (комитетов, ассоциаций, обществ), зарегистрированных в установленном порядке и уплачивающих ежегодных членский взнос в Пагуошское движение учёных.
Российская академия наук (до 1991 года Академия наук СССР) осуществляет коллективное членство в Пагуошском движении учёных через созданный при Президиуме РАН в августе 1957 года Российский Пагуошский комитет (до 1992 года Советский Пагуошский комитет).
Текущую деятельность организации осуществляет Международный секретариат Пагуошского движения учёных и четыре постоянные международные штаб-квартиры Пагуошского движения, расположенные в Лондоне (действует с 1957 г.), Женеве (с 1974 г.), Риме (с 1988 г.) и Вашингтоне (с 1997 г.).

### Традиции конференций
- Все участники конференции получают персональное приглашение и не представляют какую-либо страну или организацию.
- Дискуссии проводятся при закрытых дверях, только по завершении встречи делается краткое заявление для прессы.[5]

### Список конференций
| Номер | Время проведения           | Город            | Страна         | Примечания |
| ----- | -------------------------- | ---------------- | -------------- | ---------- |
| 1-я   | Июль 1957                  | Пагуош           | Канада         |            |
| 2-я   | Май 1958                   | Лак-Бопор        | Канада         |            |
| 3-я   | Сентябрь 1958              | Кицбюэль         | Австрия        |            |
| 4-я   | Июнь — июль 1959           | Баден-Баден      | ФРГ            |            |
| 5-я   | Август 1959                | Пагуош           | Канада         |            |
| 6-я   | Декабрь 1960               | Москва           | СССР           |            |
| 7-я   | Сентябрь 1961              | Стоу             | США            |            |
| 8-я   | Сентябрь 1961              | Стоу             | США            |            |
| 9-я   | Август 1962                | Кембридж         | Великобритания |            |
| 10-я  | Сентябрь 1962              | Лондон           | Великобритания |            |
| 11-я  | Сентябрь 1963              | Дубровник        | Югославия      |            |
| 12-я  | Январь 1964                | Удайпур          | Индия          |            |
| 13-я  | Сентябрь 1964              | Карловы Вары     | Чехословакия   |            |
| 14-я  | Апрель 1965                | Венеция          | Италия         |            |
| 15-я  | Декабрь 1965 — январь 1966 | Аддис-Абеба      | Эфиопия        |            |
| 16-я  | Сентябрь 1966              | Сопот            | Польша         |            |
| 17-я  | Сентябрь 1967              | Роннебю          | Швеция         |            |
| 18-я  | Сентябрь 1968              | Ницца            | Франция        |            |
| 19-я  | Октябрь 1969               | Сочи             | СССР           |            |
| 20-я  | Сентябрь 1970              | Фонтана          | США            |            |
| 21-я  | Август — сентябрь 1971     | Синай            | Румыния        |            |
| 22-я  | Сентябрь 1972              | Оксфорд          | Великобритания |            |
| 23-я  | Август — сентябрь 1973     | Ауланко          | Финляндия      |            |
| 24-я  | Август — сентябрь 1974     | Баден            | Австрия        |            |
| 25-я  | Январь 1976                | Мадрас           | Индия          |            |
| 26-я  | Август 1976                | Мюльхаузен       | ГДР            |            |
| 27-я  | Август 1977                | Мюнхен           | ФРГ            |            |
| 28-я  | Сентябрь 1978              | Варна            | Болгария       |            |
| 29-я  | Июль 1979                  | Мехико           | Мексика        |            |
| 30-я  | Август 1980                | Брекелен         | Нидерланды     |            |
| 31-я  | Август 1981                | Банфф            | Канада         |            |
| 32-я  | Август 1982                | Варшава          | Польша         |            |
| 33-я  | Август 1983                | Венеция          | Италия         |            |
| 34-я  | Июль 1984                  | Бьёрклиден       | Швеция         |            |
| 35-я  | Июль 1985                  | Кампинас         | Бразилия       |            |
| 36-я  | Сентябрь 1986              | Будапешт         | Венгрия        |            |
| 37-я  | Сентябрь 1987              | Гмунден          | Австрия        |            |
| 38-я  | Август — сентябрь 1988     | Дагомыс          | СССР           |            |
| 39-я  | Июль 1989                  | Кембридж         | США            |            |
| 40-я  | Сентябрь 1990              | Эгем             | Великобритания |            |
| 41-я  | Сентябрь 1991              | Пекин            | Китай          |            |
| 42-я  | Сентябрь 1992              | Берлин           | Германия       |            |
| 43-я  | Июнь 1993                  | Хасслуден        | Швеция         |            |
| 44-я  | Июнь — июль 1994           | Колимбари        | Греция         |            |
| 45-я  | Июль 1995                  | Хиросима         | Япония         |            |
| 46-я  | Сентябрь 1996              | Лахти            | Финляндия      |            |
| 47-я  | Август 1997                | Лиллехаммер      | Норвегия       |            |
| 48-я  | Сентябрь — октябрь 1998    | Хурика           | Мексика        |            |
| 49-я  | Сентябрь 1999              | Рустенбург       | ЮАР            |            |
| 50-я  | Август 2000                | Кембридж         | Великобритания |            |
| 51-я  | Март 2002                  | Агра             | Индия          |            |
| 52-я  | Август 2002                | Сан-Диего        | США            |            |
| 53-я  | Июль 2003                  | Галифакс, Пагуош | Канада         |            |
| 54-я  | Октябрь 2004               | Сеул             | Южная Корея    |            |
| 55-я  | Июль 2005                  | Хиросима         | Япония         |            |
| 56-я  | Ноябрь 2006                | Каир             | Египет         |            |
| 57-я  | Октябрь 2007               | Бари             | Италия         |            |
| 58-я  | Апрель 2009                | Гаага            | Нидерланды     |            |
| 59-я  | Июль 2011                  | Берлин           | Германия       |            |
| 60-я  | Ноябрь 2013                | Стамбул          | Турция         |            |
| 61-я  | Ноябрь 2015                | Нагасаки         | Япония         |            |
| 62-я  | Август 2017                | Астана           | Казахстан      |            |

## Международное признание
В 1995 году Пагуошское движение и один из его основателей Джозеф Ротблат стали в равных долях лауреатами Нобелевской премии мира «За большие достижения, направленные на снижение роли ядерного оружия в мировой политике, и за многолетние усилия по запрещению этого вида оружия».